# Stenberga, Vetlanda kommun
Stenberga är kyrkbyn i Stenberga socken i Vetlanda kommun och 2,4 mil från centralorten Vetlanda i Jönköpings län. Här ligger Stenberga kyrka. Från 2015 avgränsar SCB här en småort.
Ortnamnet Stenberga kan härledas till 1337, ecclesie Stenabergh och innehåller orden sten och berg, väl åsyftande berghällar vid kyrkbyn. 
Stenberga är mest känt för Stenbergamannen, en pyroman, som brände ner ett trettiotal fastigheter och till slut mördade två grannar. Han greps 1989 och dömdes till livstids fängelse. 2006 utkom boken Psykopaterna av Trygve Bång som skildrar händelserna.
Vid Statistiska centralbyråns folkräkning den 1 november 1960 utgjorde Stenberga en "viss ort, som i fråga om bebyggelse uppfyller betingelserna för att räknas som tätort men där invånarantalet befunnits uppgå till 150 men understiga 200" och hade 155 invånare.